# Rixheim

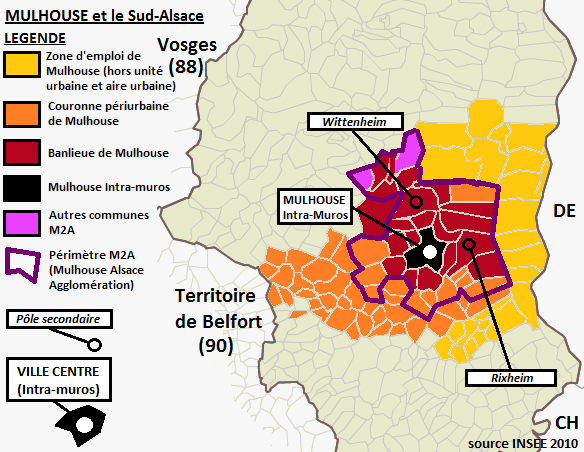
Mulhouse : superposition de la couronne périurbaine, de la banlieue, de la zone d'emploi et du périmètre de Mulhouse Alsace Agglomération. Rixheim tient un rôle de ville-lisière au sein de la métropole mulhousienne.

Rixheim /ʁiksaɪm/ est une commune française de la banlieue de Mulhouse située dans la circonscription administrative du Haut-Rhin et, depuis le 1er janvier 2021, dans le territoire de la Collectivité européenne d'Alsace, en région Grand Est.
Cette commune se trouve dans la région historique et culturelle d'Alsace. Elle est membre de Mulhouse Alsace Agglomération (M2A) et fait partie des 20 communes de l'agglomération mulhousienne ayant l'obligation de mettre en place une ZFE-m avant le 31 décembre 2024.
Ses habitants sont appelés les Rixheimois.

## Communes limitrophes
| Illzach Île Napoléon | Sausheim    | Ottmarsheim |
| Riedisheim           | Rixheim     | Hombourg    |
| Bruebach             | Zimmersheim | Habsheim    |

## Géographie
À 5 kilomètres de la ville-centre de Mulhouse, à la croisée des routes de Strasbourg et Mulhouse intra-muros à Bâle (A35-A36 à Sausheim) et de Habsheim à Ottmarsheim (anciennes voies romaines), la commune de Rixheim est située dans une anse du fossé rhénan aux confins de la forêt domaniale de la Hardt, des collines sundgauviennes et de la plaine alluviale de l’Ill. Les altitudes varient entre 365 mètres (Zürenwald) et 232 mètres (Pont du Bouc).

### Hydrographie

#### Réseau hydrographique
La commune est dans le bassin versant du Rhin au sein du bassin Rhin-Meuse. Elle est drainée par le canal du Rhône au Rhin, le canal de Neuf-Brisach et un autre petit cours d'eau,.
Le canal du Rhône au Rhin est un canal français qui relie la Saône, affluent navigable du Rhône, au Rhin, par la vallée du Doubs et son prolongement en Haute Alsace jusqu'à Niffer sur le Rhin, un autre prolongement rejoignant Strasbourg par la canalisation de l'Ill.
Le canal de Neuf-Brisach, d'une longueur de 35 km, est un canal, chenal non navigable qui relie la commune de Biesheim à Kunheim, où il se jette dans le canal du Rhône au Rhin. 

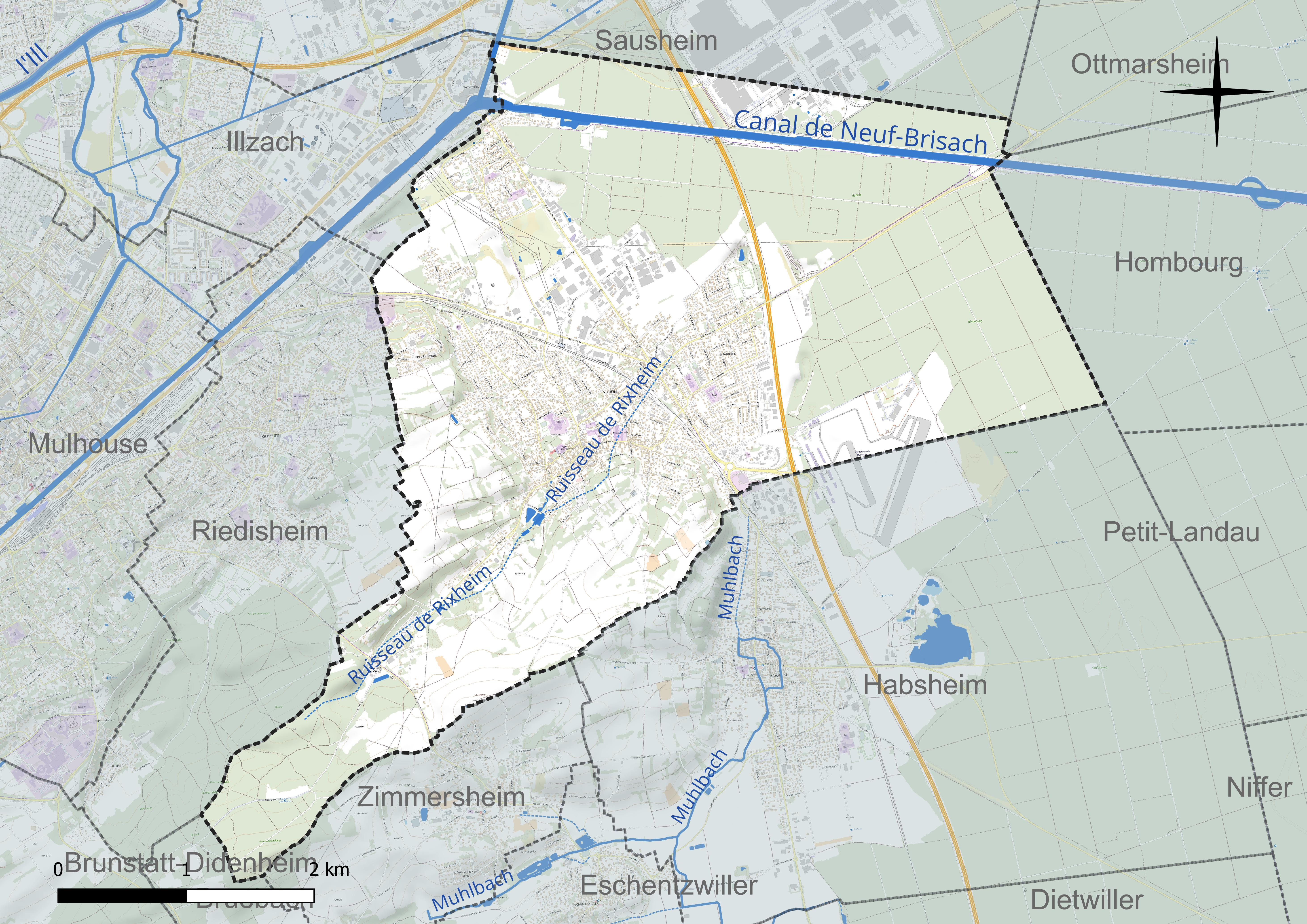
Réseau hydrographique de Rixheim.

#### Gestion et qualité des eaux
Le territoire communal est couvert par le schéma d'aménagement et de gestion des eaux (SAGE) « Ill Nappe Rhin ». Ce document de planification concerne la nappe phréatique rhénane, les cours d'eau de la plaine d'Alsace et du piémont oriental du Sundgau, les canaux situés entre l'Ill et le Rhin et les zones humides de la plaine d'Alsace. Le périmètre s’étend sur 3 596 km2. Il a été approuvé le 17 janvier 2005. La structure porteuse de l'élaboration et de la mise en œuvre est la région Grand Est. 
La qualité des cours d’eau peut être consultée sur un site dédié géré par les agences de l’eau et l’Agence française pour la biodiversité. 

### Climat
Pour des articles plus généraux, voir Climat du Grand Est et Climat du Haut-Rhin.
En 2010, le climat de la commune est de type climat océanique altéré, selon une étude du Centre national de la recherche scientifique s'appuyant sur une série de données couvrant la période 1971-2000. En 2020, Météo-France publie une typologie des climats de la France métropolitaine dans laquelle la commune est exposée à un climat semi-continental et est dans la région climatique  Alsace, caractérisée par une pluviométrie faible, particulièrement en automne et en hiver, un été chaud et bien ensoleillé, une humidité de l’air basse au printemps et en été, des vents faibles et des brouillards fréquents en automne (25 à 30 jours). 
Pour la période 1971-2000, la température annuelle moyenne est de 10,4 °C, avec une amplitude thermique annuelle de 17,7 °C. Le cumul annuel moyen de précipitations est de 617 mm, avec 8,1 jours de précipitations en janvier et 9,3 jours en juillet. Pour la période 1991-2020, la température moyenne annuelle observée sur la station météorologique de Météo-France la plus proche, « Mulhouse », sur la commune de Mulhouse à 5 km à vol d'oiseau, est de 11,1 °C et le cumul annuel moyen de précipitations est de 747,6 mm. 
La température maximale relevée sur cette station est de 39,4 °C, atteinte le 13 août 2003 ; la température minimale est de −21,5 °C, atteinte le 10 février 1956,,. 
| Mois                                  | jan.             | fév.             | mars             | avril           | mai             | juin          | jui.            | août          | sep.            | oct.            | nov.           | déc.            | année      |
| ------------------------------------- | ---------------- | ---------------- | ---------------- | --------------- | --------------- | ------------- | --------------- | ------------- | --------------- | --------------- | -------------- | --------------- | ---------- |
| Température minimale moyenne (°C)     | −0,6             | −0,5             | 1,9              | 4,7             | 8,9             | 12,4          | 14,1            | 13,8          | 10,2            | 6,7             | 2,7            | 0,3             | 6,2        |
| Température moyenne (°C)              | 2,3              | 3,4              | 7                | 10,6            | 14,7            | 18,4          | 20,3            | 20            | 15,9            | 11,3            | 6,2            | 3,2             | 11,1       |
| Température maximale moyenne (°C)     | 5,3              | 7,4              | 12               | 16,5            | 20,5            | 24,3          | 26,4            | 26,3          | 21,5            | 15,9            | 9,6            | 6               | 16         |
| Record de froid (°C) date du record   | −20,2 13.01.1968 | −21,5 10.02.1956 | −17,2 04.03.1965 | −6,3 07.04.1956 | −3,1 01.05.1962 | 0,9 03.06.06  | 4,3 02.07.1960  | 4 30.08.1998  | −0,6 24.09.1964 | −6,7 31.10.1997 | −13,4 30.11.10 | −19 20.12.1981  | −21,5 1956 |
| Record de chaleur (°C) date du record | 18,3 10.01.1991  | 21,9 24.02.1990  | 26,5 31.03.21    | 30 22.04.1968   | 33,3 25.05.09   | 37,6 09.06.14 | 38,9 31.07.1983 | 39,4 13.08.03 | 34,1 11.09.23   | 29,7 13.10.23   | 24,3 07.11.15  | 19,9 16.12.1989 | 39,4 2003  |
| Précipitations (mm)                   | 57,9             | 49,2             | 49,9             | 49,9            | 78,2            | 67,8          | 63              | 67,1          | 61,1            | 69,7            | 58,7           | 75,1            | 747,6      |

| Diagramme climatique                                  |             |           |             |             |              |            |              |              |             |            |          |
| J                                                     | F           | M         | A           | M           | J            | J          | A            | S            | O           | N          | D        |
| 5,3−0,657,9                                           | 7,4−0,549,2 | 121,949,9 | 16,54,749,9 | 20,58,978,2 | 24,312,467,8 | 26,414,163 | 26,313,867,1 | 21,510,261,1 | 15,96,769,7 | 9,62,758,7 | 60,375,1 |
| Moyennes : • Temp. maxi et mini °C • Précipitation mm |             |           |             |             |              |            |              |              |             |            |          |

Les paramètres climatiques de la commune ont été estimés pour le milieu du siècle (2041-2070) selon différents scénarios d'émission de gaz à effet de serre à partir des nouvelles projections climatiques de référence DRIAS-2020. Ils sont consultables sur un site dédié publié par Météo-France en novembre 2022.

## Urbanisme

### Typologie
Au 1er janvier 2024, Rixheim est catégorisée grand centre urbain, selon la nouvelle grille communale de densité à sept niveaux définie par l'Insee en 2022.
Elle appartient à l'unité urbaine de Mulhouse, une agglomération intra-départementale regroupant 20  communes, dont elle est une commune de la banlieue,,. Par ailleurs la commune fait partie de l'aire d'attraction de Mulhouse, dont elle est une commune du pôle principal,. Cette aire, qui regroupe 132 communes, est catégorisée dans les aires de 200 000 à moins de 700 000 habitants,.

### Occupation des sols
L'occupation des sols de la commune, telle qu'elle ressort de la base de données européenne d’occupation biophysique des sols Corine Land Cover (CLC), est marquée par l'importance des forêts et milieux semi-naturels (39,3 % en 2018), une proportion sensiblement équivalente à celle de 1990 (39,8 %). La répartition détaillée en 2018 est la suivante : forêts (39,3 %), zones urbanisées (19,7 %), zones agricoles hétérogènes (18 %), terres arables (12,1 %), zones industrielles ou commerciales et réseaux de communication (10,8 %). L'évolution de l’occupation des sols de la commune et de ses infrastructures peut être observée sur les différentes représentations cartographiques du territoire : la carte de Cassini (XVIIIe siècle), la carte d'état-major (1820-1866) et les cartes ou photos aériennes de l'IGN pour la période actuelle (1950 à aujourd'hui).

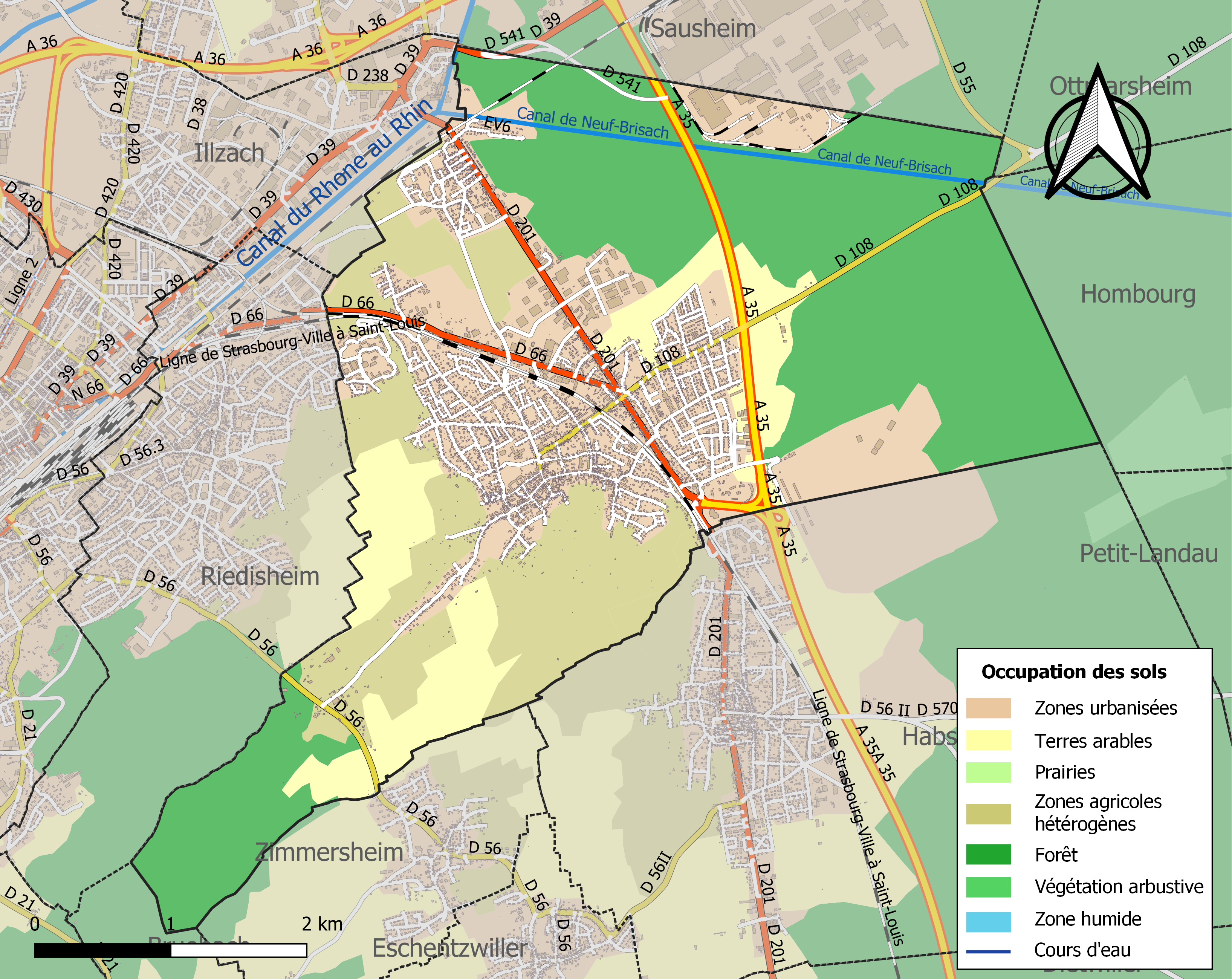
Carte des infrastructures et de l'occupation des sols de la commune en 2018 (CLC).

## Histoire
Le nom de Richeneshies est attesté en 823 mais le site semble avoir été occupé en permanence depuis l'époque néolithique,.
L'installation des chevaliers de l'ordre teutonique à Rixheim date du milieu XIIIe siècle : l'ordre y possède des bâtiments agricoles qui dépendent de la commanderie de Mulhouse. En 1527, la Réforme protestante s'installe à Mulhouse et pousse les chevaliers teutoniques à quitter la ville pour construire une nouvelle commanderie à Rixheim. Lors de la conquête de l'Alsace par la France, Louis XIV confisque les biens de l'ordre. Il faut attendre 1733 pour que le Commandeur Philippe Antoine de Montjoie obtienne l'autorisation de construire une nouvelle commanderie qui sera occupée par l'Ordre jusqu'à la Révolution, période à laquelle les chevaliers quittent le site qui est transformé en cantonnement, puis en magasin à fourrage et enfin en hôpital militaire avant d'être vendu comme bien national. Au XIXe siècle, l'industriel mulhousien Jean Zuber, fabricant de papier peints, s'installe avec sa famille dans le bâtiment et réaménage le jardin (serres et arbres remarquables). La manufacture de papier peint Zuber et Cie et employa au plus fort de son activité jusqu’à 300 ouvriers.
Rixheim fut une commune agricole et viticole jusqu'au milieu du XIXe siècle, devenant alors progressivement une ville ouvrière. Beaucoup se rendaient aussi dans les usines mulhousiennes, à pied ou en train lorsque la gare fut ouverte en 1841 après la construction de la ligne de chemin de fer Mulhouse-Bâle.
Si Peugeot qui s'implante en 1962 dans la forêt de la Hardt fut à cette époque le principal pourvoyeur d’emploi, il importe de ne pas oublier l'entreprise Pöppelmann qui s'établit en mai 1980 à Rixheim et fut à l'origine du jumelage avec Lohne.
Au début des années 1980, la population avait doublé, donnant naissance à deux nouveaux quartiers, les Romains et le Parc d’Entremont. Le quartier d'Île Napoléon qui fut créé au début des années 1930 lorsqu'un dépôt d’entretien et de réparation du matériel des chemins de fer appelé la Rotonde fut construit à cet endroit, voit doubler sa population dans les années 1960 et 1970 notamment avec l’implantation d’immeubles permettant de loger les ouvriers travaillant chez Peugeot et leur famille.
Depuis 1986, outre la manufacture qui poursuit depuis plus deux siècles la production de papier peint, l'ancienne commanderie abrite l'Hôtel de Ville et le musée du papier peint créé en 1983 à partir du fonds ancien de l'entreprise.
Rixheim est aujourd'hui une ville comptant trois zones industrielles et plus de 460 entreprises et commerces. Le constructeur automobile Peugeot dont l'usine se trouve en partie sur le ban de la commune (150 hectares), représente l'industrie la plus importante (8 000 salariés).
Faits divers
Le 26 juin 1988, un Airbus A320 s'est écrasé sur le territoire communal de Rixheim, dans la forêt de la Hardt qui borde l'aérodrome de Mulhouse-Habsheim. L'avion effectuait un passage à très basse altitude au cours d'un meeting aérien.

### Héraldique
| Blason de Rixheim | Les armes de Rixheim se blasonnent ainsi : « Diapré d'argent à deux cadrils de gueules cambrés et entrelacés en forme de rose. » |

## Politique et administration

### Budget et fiscalité 2014
En 2014, le budget de la commune était constitué ainsi :
- total des produits de fonctionnement : 15 809 000 €, soit 1 178 € par habitant ;
- total des charges de fonctionnement : 13 534 000 €, soit 1 008 € par habitant ;
- total des ressources d'investissement : 5 053 000 €, soit 376 € par habitant ;
- total des emplois d'investissement : 4 209 000 €, soit 314 € par habitant ;
- endettement : 7 619 000 €, soit 568 € par habitant.

Avec les taux de fiscalité suivants :
- taxe d'habitation : 15,20 % ;
- taxe foncière sur les propriétés bâties : 16,12 % ;
- taxe foncière sur les propriétés non bâties : 64,42 % ;
- taxe additionnelle à la taxe foncière sur les propriétés non bâties : 0,00 % ;
- cotisation foncière des entreprises : 0,00 %.

## Économie
La transnationale mexicaine de matériaux de construction, Cemex, y possède une unité de béton prêt à l'emploi. Les Dragées Faller y ont leur siège social. Meng (fabricant de transformateurs électriques) y a son usine où travaillent les 42 salariés.

## Démographie
À la fin des années 1960, la commune ne comptait que 5 000 habitants. Elle connut alors une forte croissance démographique et urbanistique liée à l'implantation de nombreuses zones industrielles à Rixheim et dans la région mulhousienne ainsi qu'au développement du travail frontalier en Allemagne mais surtout en Suisse.L'évolution du nombre d'habitants est connue à travers les recensements de la population effectués dans la commune depuis 1793. Pour les communes de plus de 10 000 habitants les recensements ont lieu chaque année à la suite d'une enquête par sondage auprès d'un échantillon d'adresses représentant 8 % de leurs logements, contrairement aux autres communes qui ont un recensement réel tous les cinq ans,.

En 2022, la commune comptait 14 125 habitants, en évolution de +0,37 % par rapport à 2016 (Haut-Rhin : +0,66 %, France hors Mayotte : +2,11 %).
| 1793  | 1800  | 1806  | 1821  | 1831  | 1836  | 1841  | 1846  | 1851  |
| ----- | ----- | ----- | ----- | ----- | ----- | ----- | ----- | ----- |
| 2 030 | 2 067 | 2 321 | 2 463 | 2 941 | 2 979 | 3 022 | 2 995 | 2 970 |

| 1856  | 1861  | 1866  | 1871  | 1875  | 1880  | 1885  | 1890  | 1895  |
| ----- | ----- | ----- | ----- | ----- | ----- | ----- | ----- | ----- |
| 2 991 | 3 283 | 3 266 | 3 242 | 3 115 | 3 075 | 3 138 | 3 123 | 3 190 |

| 1900  | 1905  | 1910  | 1921  | 1926  | 1931  | 1936  | 1946  | 1954  |
| ----- | ----- | ----- | ----- | ----- | ----- | ----- | ----- | ----- |
| 3 346 | 3 376 | 3 595 | 3 356 | 3 568 | 3 969 | 4 209 | 3 928 | 4 284 |

| 1962  | 1968  | 1975  | 1982   | 1990   | 1999   | 2006   | 2011   | 2016   |
| ----- | ----- | ----- | ------ | ------ | ------ | ------ | ------ | ------ |
| 4 869 | 5 723 | 8 419 | 10 718 | 11 669 | 12 608 | 13 061 | 13 145 | 14 073 |

| 2021   | 2022   | - | - | - | - | - | - | - |
| ------ | ------ | - | - | - | - | - | - | - |
| 13 795 | 14 125 | - | - | - | - | - | - | - |

## Enseignement
La commune de Rixheim a un collège public d'enseignement secondaire, le collège Capitaine Dreyfus. Mais elle compte également 4 écoles élémentaires.

## Lieux et monuments
- Le tumulus de Rixheim, nommé « Huner Hubel » (butte des Huns)[40],[41],[42].
- L'église Saint-Léger[43],
  - son orgue[44],[45],
  - et l'ancien presbytère[46],[47].
- Monument aux morts[48].
- Fontaine[49].
- Villa Koenig, maison bulle de l'architecte Pascal Haüsermann[50].
- L'ancienne commanderie des Chevaliers teutoniques[51],[52], qui abrite aujourd'hui l'hôtel de ville.
  - Le musée du papier peint.
  - Les collines

Le musée du papier peint peut être visité à la Commanderie. Des milliers de documents, relatant l'histoire du papier peint du XVIIIe siècle à nos jours, y sont visibles, dont les fameux panoramiques, spécialités de Rixheim.

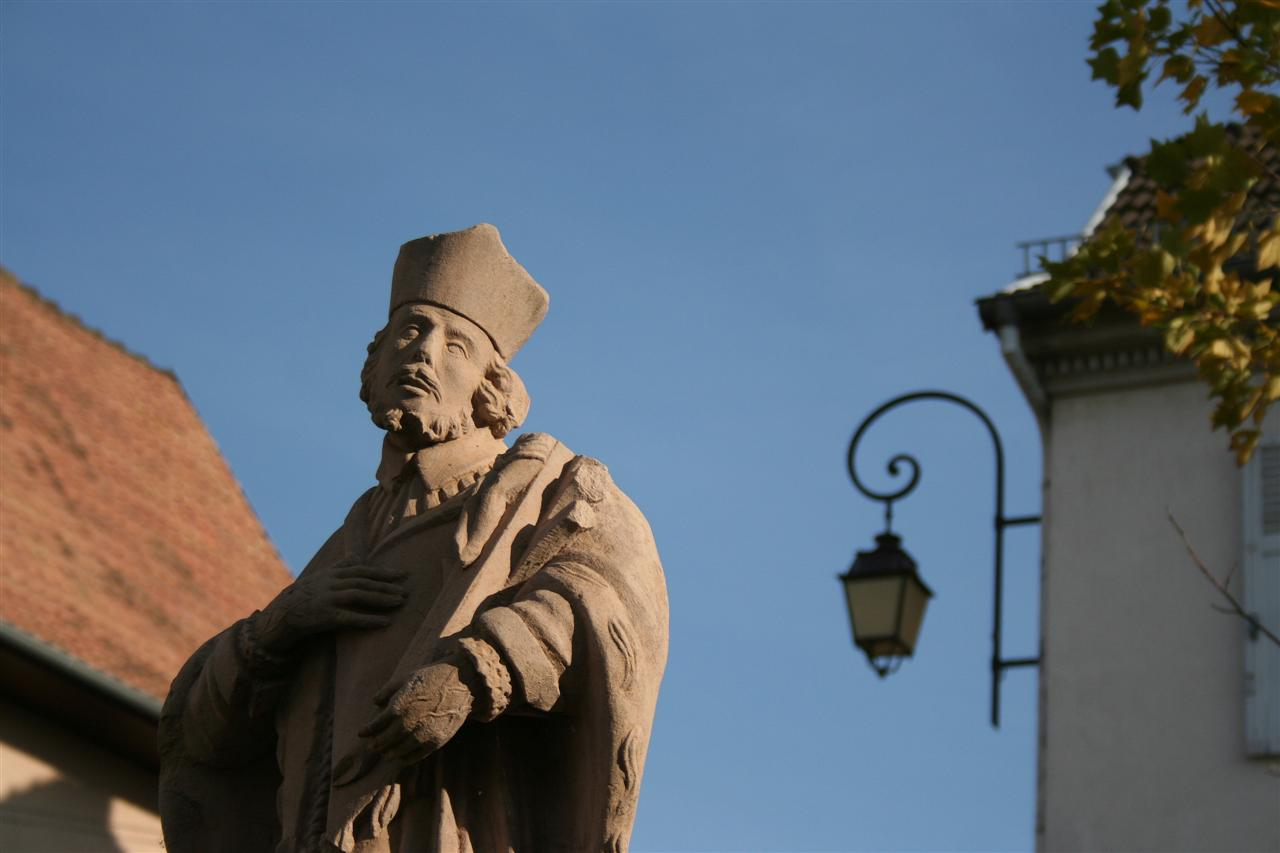
Fontaine Saint Jean Népomucène.
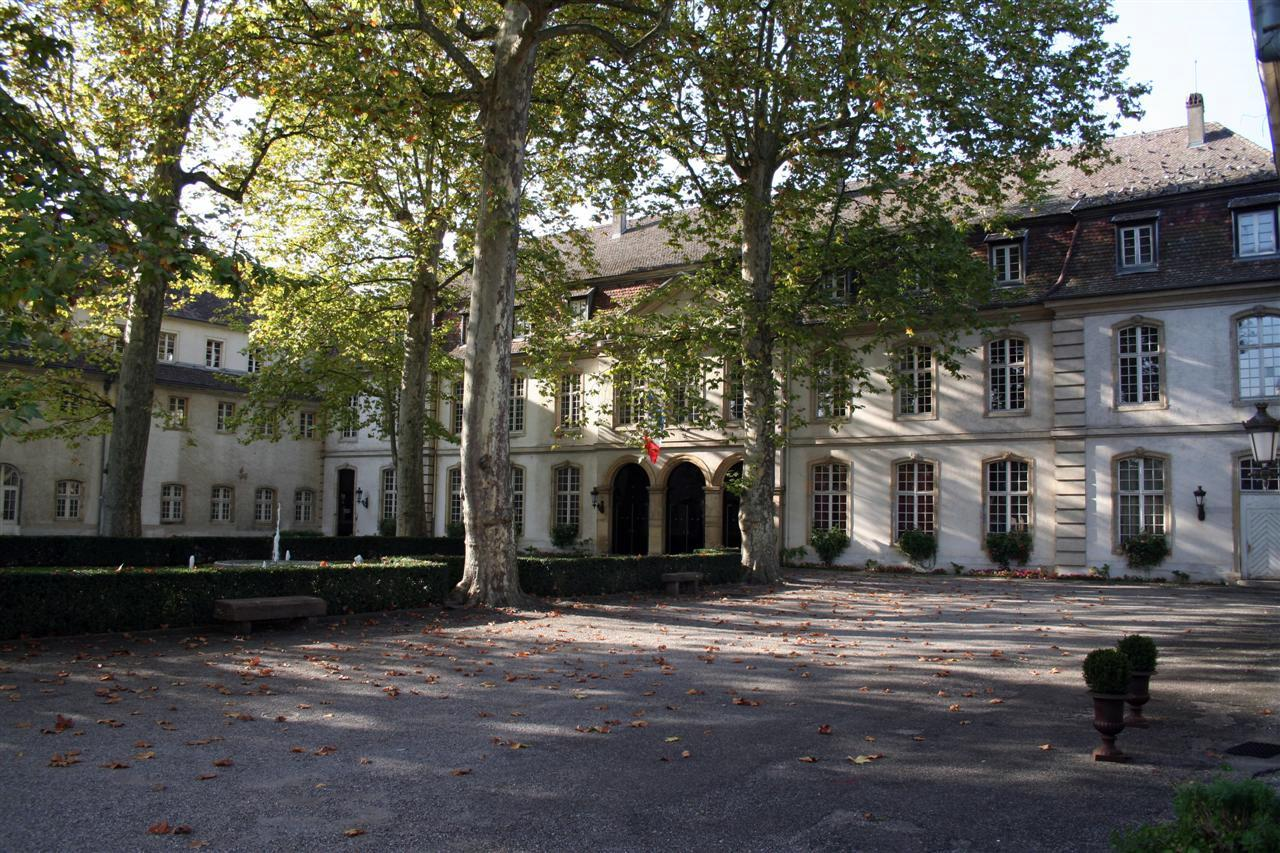
L'ancienne Commanderie des Chevaliers Teutoniques.
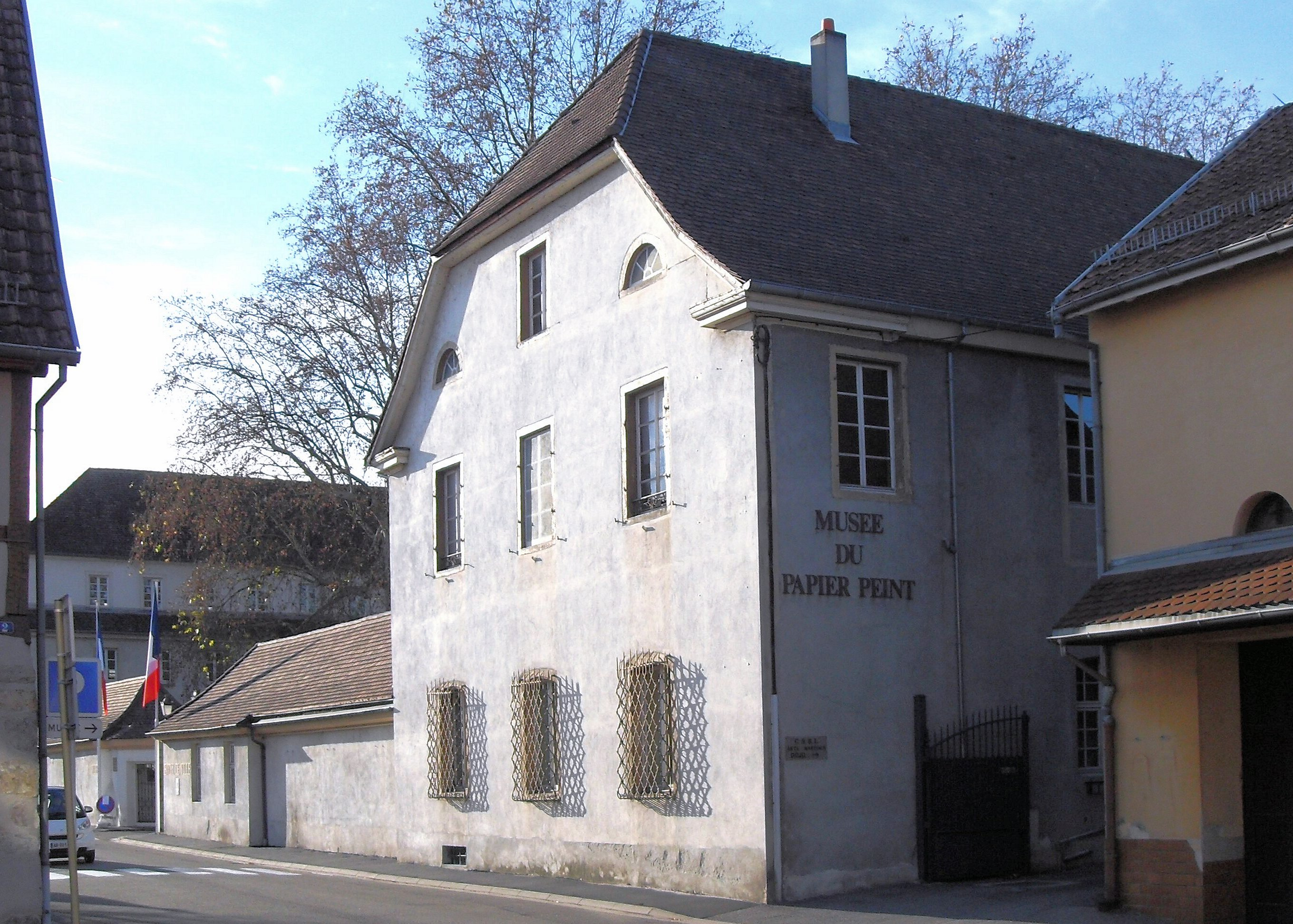
Le musée du papier peint.
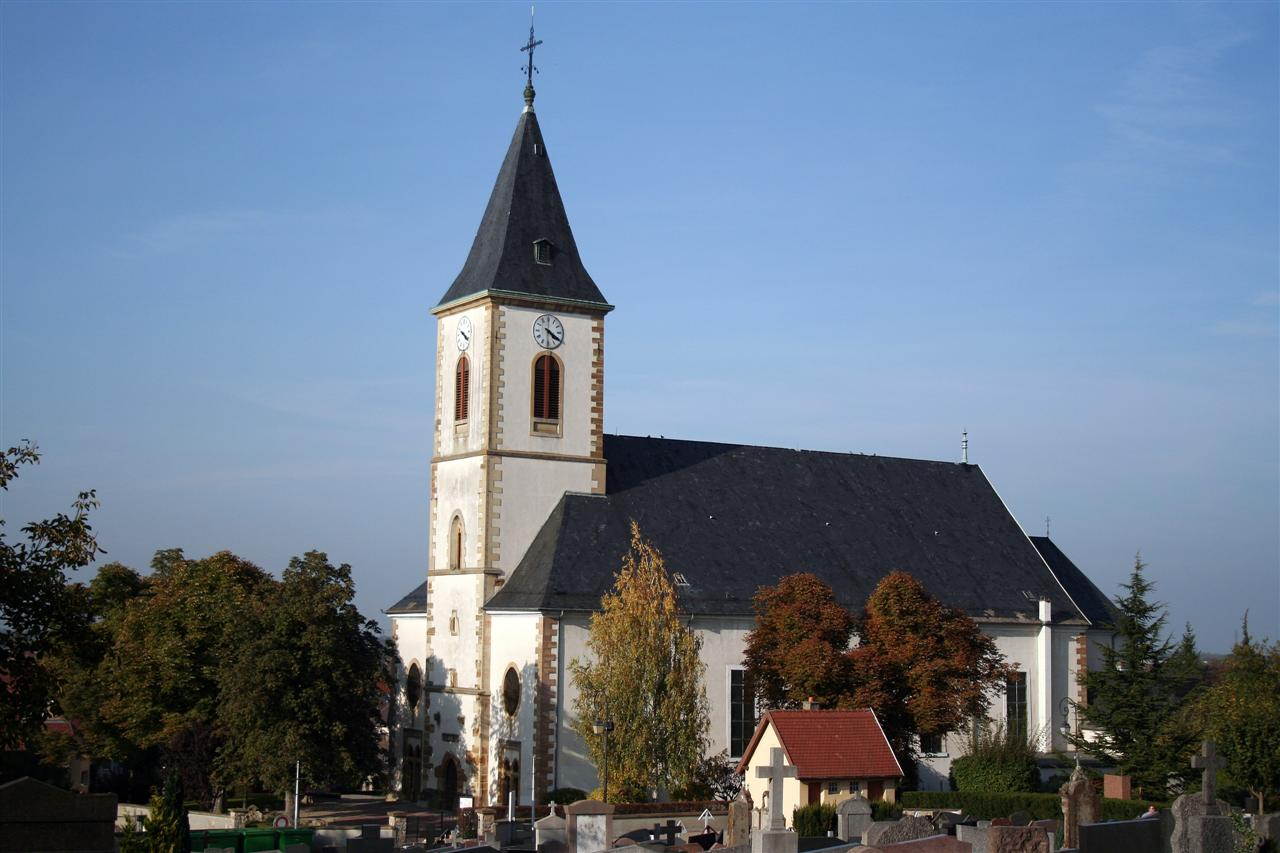
L'église Saint-Léger.

## Cultes
- Église Protestante Évangélique de Rixheim, rue de l'Île Napoléon[53].
- Église Protestante Réformée, membre de l'Église Protestante Réformée d'Alsace-Lorraine, rue Wilson[54].

### Villes jumelées avec Rixheim
- Lohne (Allemagne) depuis le 14 juin 1987[55].
- Valence-sur-Baïse (France) depuis le 6 mars 2004[56].

## Personnalités liées à la commune
- Jacob Meyer, rabbin, Dayan de Rixheim de janvier 1784 à septembre 1785.
- Médard Brogly, député et sénateur du Haut-Rhin, est né à Rixheim en 1878.
- Jean Zuber, fabricant de papiers peints, s'installe à Rixheim avec sa famille dans la Commanderie en 1802.
- Henri Zuber (1844-1909), peintre et illustrateur.
- Johann Caspar Bagnato, architecte de l'ordre teutonique, a réalisé la commanderie à la demande du Commandeur Philippe Antoine de Montjoie au XVIIIe siècle[57].
- Jean-Georges Gäyelin, auteur de théâtre alsacien, est mort en 1889 dans la commune.